# 小洼瓣花
小洼瓣花（学名：Lloydia serotina var. parva）为百合科洼瓣花属下的一个变种。

## 扩展阅读
- 維基物種上的相關：小洼瓣花